# Photonectes coffea
Photonectes coffea is een straalvinnige vissensoort uit de familie van de Stomiidae. De wetenschappelijke naam van de soort is voor het eerst geldig gepubliceerd in 2011 door Klepadlo.